# Солонец (озеро, Николаевская область)
Солонец (укр. Солонець) — подпруженное озеро на территории Очаковского района (Николаевская область, Украина) у побережья Чёрного моря. Площадь водного зеркала — 0,94 км². Тип общей минерализации — солёное. Происхождение — лиманное. Группа гидрологического режима — бессточное, но с искусственным водорегулированием.

## География
Длина — 3 км. Ширина средняя — 0,3 км, наибольшая — 0,43 км. Высота над уровнем моря: 9,8 м.
Озеро от Чёрного моря отделено Аджигольской косой. Сообщается с морем посредством канала. На юге озера создана плотина, также есть плотина в приустьевой части балки, что впадает с востока (со стороны села Солончаки). Водоём неправильной удлинённой формы, вытянутый с севера на юг. В озеро с северной стороны котловины впадает водоток балки Аджигольской, с восточной — безымянная балка.
Берега пологие.
Ранее на юго-западном берегу озера было расположено село Малосолончаки, упразднённое в 1980-х годах.